# Edith Head
Edith Head, nascida como Edith Claire Posener (San Bernardino, 28 de outubro de 1897 - Los Angeles, 24 de outubro de 1981) foi uma estilista estadunidense, ganhadora de 8 Oscars de melhor figurino e com 35 indicações. Entre seus trabalhos, se destacam A malvada e Sansão e Dalila, ambos em 1950, um filmado em preto e branco, o outro em cores; Um lugar ao sol um ano depois, e A Princesa e o Plebeu em 1953.

## Biografia
Edith Head nasceu em San Bernardino, Califórnia, e foi criada na cidade de Searchlight, Nevada. Ela começou sua carreira profissional não como designer, mas como professora. Mais tarde conseguiu um emprego como uma sketch artist na Paramount Pictrures, mesmo sem nenhum treinamento específico à época. Seu primeiro crédito como figurinista solo foi em 1933, em Uma Loura Para Três estrelado por Mae West. Ela se tornou figurinista-chefe em 1938, um posto que manteve até 1966, quando a Paramount foi vendida e ela foi trabalhar como designer-chefe na Universal Studios. Seu primeiro filme vencedor do Oscar foi The Heiress, no qual vestiu Olivia de Havilland.
Edith era considerada excepcional em seus trabalhos, vestindo praticamente todas as mulheres famosas de Hollywood, Elizabeth Taylor, Marlene Dietrich, Rita Hayworth, Bette Davis, Audrey Hepburn, Ingrid Bergman, Marilyn Monroe, Anna Magnani e Hedy Lamarr, entre outras.
Nos anos seguintes, Head publicou dois livros, The Dress Doctor e How to Dress for Success, foi apresentadora de um programa de televisão e projetou os uniformes para a Pan American World Airways e os guias turísticos das Nações Unidas.
Ela morreu em 24 de outubro de 1981, quatro dias antes de completar 84 anos, de mielofibrose, uma doença incurável da medula óssea. Ela está enterrada no Forest Lawn Memorial Park, em Glendale, Califórnia.

## Indicados ao Oscar
Head recebeu oito Oscars de Melhor Figurino, mais do que qualquer outra pessoa, de um total de 35 indicações.
- 1949 – Cor – A Valsa do Imperador
- 1950 – Preto e branco – Tarde demais – ganhou
- 1951 – Cor – Sansão e Dalila – ganhou
- 1951 – Preto e branco – A malvada – ganhou
- 1952 – Preto e branco – Um Lugar ao Sol – ganhou
- 1953 – Cor – O maior espetáculo da Terra
- 1953 – Preto e branco – Perdição por Amor
- 1954 – Preto e branco – Roman Holiday – ganhou
  - Nota(s): Embora Edith Head tenha ganhado um Oscar de Melhor Figurino, a Coleção Capri (Capri Skirt, Capri Blouse, Capri Belt, Capri Pants) foi, de fato, desenhada pela estilista europeia Sonja de Lennart. No entanto, como as roupas foram feitas no Atelier de Head - que atuava como departamento de figurinos - a Paramount, usou apenas seu nome sem dar crédito à designer original, Sonja de Lennart.
- 1955 – Black and White – Sabrina – ganhou
  - Nota(s): Embora Edith Head tenha ganhado um Oscar de Melhor Figurino, a maioria das roupas de Audrey Hepburn foram, na verdade, criadas por Hubert de Givenchy e escolhidos pela própria atriz. No entanto, como foram produzidas no departamento de figurinos de Edith Head, na Paramount, o estúdio usou apenas seu nome sem dar crédito ao designer original.[4]
- 1956 – Cor – Ladrão de Casaca
- 1956 – Preto e branco – A Rosa Tatuada
- 1957 – Cor – Os Dez Mandamentos
- 1957 – Preto e branco – O Fruto do Pecado
- 1958 – Melhor figurino – Cinderela em Paris
- 1959 – Melhor figurino preto e branco ou colorido – Lafite, o Corsário
- 1960 – Cor – A Lágrima que Faltou
- 1960 – Preto e branco – Calvário da glória
- 1961 – Cor – Pepe
- 1961 – Preto e branco – O Jogo Proibido do Amor – ganhou
- 1962 – Cor – Dama por um Dia
- 1963 – Cor – Minha Doce Gueixa
- 1963 – Preto e branco – O Homem que Matou o Facínora
- 1964 – Cor – Amor Daquele Jeito
- 1964 – Preto e branco – O Preço de um Prazer
- 1964 – Preto e branco – O Preço de um Prazer
- 1965 – Cor – Ela e os Seus Maridos
- 1965 – Preto e branco – À Procura do Destino
- 1966 – Cor – Uma Vida em Suspense
- 1966 – Preto e branco – The Slender Thread
- 1967 – Cor – Confidências de Hollywood

Nota(s): Depois de 1967, a Academia não mais distinguiu entre prêmios por filmes em cores e em preto e branco.
- 1970 – Charity, meu amor
- 1971 – Aeroporto
- 1974 – Um Golpe de Mestre – ganhou
- 1976 – O Homem Que Queria Ser Rei
- 1978 – Aeroporto 77

## Na Cultura Popular
Edith Head foi, por conta de sua figura extremamente exótica expressa em seu óculos e sua franja, inspiração para o desenho do personagem de "Edna Moda", no filme ''Os Incríveis" (2005) e "Os Incríveis 2" (2018), da Pixar.